# Jece Valadão
Jece Valadão, (Campos dos Goytacazes, 24 de julio de 1930 - São Paulo, 27 de noviembre de 2006), actor brasileño.

## Biografía
Nació el 24 de julio de 1930 en Campos dos Goytacazes, pero se crio en Cachoeiro de Itapemirim, (Espírito Santo).
Inició su carrera en 1949 en Carnaval en fuego.
Ha participado en más de 100 películas entre el cine y la televisión.
Considerado como el Mayor canalla del cine brasileño.
En 2001 realizó el documental autobiográfico El Evangelio según Jece Valadao, donde relató cómo se convirtió en pastor evangélico en los últimos años de su vida.
Falleció a los 76 años de edad, el 27 de noviembre de 2006 en São Paulo después de haber sido ingresado una semana antes por insuficiencia respiratoria aguda. Fue enterrado en el Cementerio Parque Jardim da Saudade, en Cachoeiro de Itapemirim.

## Filmografía parcial
- Garrincha, estrella solitaria (2003),
- En nombre de Jesús (2003)
- El cangaceiro (1997).
- Tercer mundo (1973)
- Favela (1961)

- Datos: Q9011394